# Conférence épiscopale espagnole
Pour les articles homonymes, voir CEE.
La Conférence épiscopale espagnole (en espagnol : Conferencia episcopal española, abrégé CEE) est une conférence épiscopale de l’Église catholique qui réunit les évêques de l’Espagne, et sert ainsi de principale assemblée des prélats chrétiens de ce pays. La CEE couvre également la principauté d’Andorre : les sept paroisses andorannes relèvent du diocèse d’Urgell, dont l’évêque est coprince d’Andorre.
La conférence est représentée à la Commission des épiscopats de l’Union européenne (COMECE). Son président participe également au Conseil des conférences épiscopales d’Europe (CCEE), avec une petite quarantaine d’autres membres.

## Histoire
Fondée en 1966, elle est responsable des normes liturgiques et des tâches administratives ecclésiastiques. Elle reçoit son autorité de la loi ecclésiastique et des mandats particuliers. Le président de la conférence est élu par ses pairs pour un mandat de trois ans, renouvelable une seule fois consécutivement.
La conférence épiscopale joue un rôle actif dans la vie publique espagnole en raison de la prépondérance traditionnelle de l'Église dans la société.
En décembre 2021, alors que la Conférence épiscopale espagnole indique toujours qu'il existe peu de cas d'abus sexuels dans l'Église catholique en Espagne, un journaliste du quotidien El País remet directement au pape François un dossier mettant en cause 251 membres de l'Église catholique espagnole et quelques laïcs de congrégations religieuses. François fait suivre ce dossier pour enquête à la Congrégation pour la Doctrine de la Foi, chargée des délits de mœurs dont les abus sexuels d'un prêtre et dirigée par le jésuite espagnol Luis Ladaria Ferrer et au cardinal Juan José Omella, président de la Conférence épiscopale espagnole.

## Responsables
On trouve la liste de l'ensemble des responsables de la CEE sur le site officiel.

### Liste des présidents
- 1966 - 1969 : Fernando Quiroga y Palacios, archevêque de Saint-Jacques-de-Compostelle
- 1969 - 1971 : Casimiro Morcillo González (es), archevêque de Madrid
- 1971 - 1981 : Vicente Enrique y Tarancón, archevêque de Madrid
- 1981 - 1987 : Gabino Díaz Merchán (es), archevêque d'Oviedo
- 1987 - 1993 : Ángel Suquía Goicoechea, archevêque de Madrid
- 1993 - 1999 : Elías Yanes Álvarez, archevêque de Saragosse
- 1999 - 2005 : Antonio María Rouco Varela, archevêque de Madrid
- 2005 - 2008 : Ricardo Blázquez Pérez, évêque de Bilbao
- 2008 - 2014 : Antonio María Rouco Varela, archevêque de Madrid
- 2014 - 2020 : Ricardo Blázquez Pérez, archevêque de Valladolid (reconduit en 2017)
- Depuis 2020 : Juan José Omella, archevêque de Barcelone

### Vice-présidents
- 1966 - 1969 : Casimiro Morcillo Gonzalez
- 1969 - 1971 : Vicente Enrique y Tarancón, cardinal
- 1972 - 1978 : José María Bueno Monreal, cardinal
- 1978 - 1981 : José María Cirarda Lachiondo
- 1981 - 1987 : Jose Delicado Baeza
- 1987 - 1993 : Elias Yanes Alvarez
- 1993 - 1999 : Fernando Sebastián Aguilar
- 1999 - 2002 : Ricardo María Carles Gordó, cardinal
- 2002 - 2005 : Fernando Sebastián Aguilar
- 2005 - 2008 : Antonio Cañizares Llovera, cardinal
- 2008 - 2014 : Ricardo Blázquez Pérez
- 2014 - 2017 : Carlos Osoro Sierra, cardinal
- Depuis 2017 : Antonio Cañizares Llovera, cardinal

### Secrétaires généraux
- 1966 - 1972 : Jose Guerra Campos
- 1972 - 1977 : Elias Yanes Alvarez
- 1977 - 1982 : Jesús Iribarren Rodríguez
- 1982 - 1988 : Fernando Sebastián Aguilar
- 1988 - 1993 : Agustín García-Gasco, cardinal
- 1993 - 1998 : Jose Sanchez Gonzalez
- 1998 - 2003 : Juan José Asenjo Pelegrina
- 2003 - 2013 : Juan Antonio Martínez Camino
- 2013 - 2018 : José María Gil Tamayo
- Depuis 2018 : Luis Javier Argüello García

## Sanctuaires
La conférence épiscopale a désigné quatre sanctuaires nationaux :
- la basilique Notre-Dame-d’Atocha de Madrid[8] ;
- l’abbaye de la Mère-de-Dieu de Montserrat à Monistrol de Montserrat[9] ;
- le sanctuaire de la Blanche-Colombe d’El Rocío, désigné en 2017[10] ;
- le sanctuaire de la Grande-Promesse de Valladolid[11], dès 1941[12].